# Премія «Люм'єр» (21-ша церемонія)
21-ша церемонія вручення Премії «Люм'єр» французької Академії «Люм'єр» відбулася 8 лютого 2016 року в культурному центрі Espace Pierre Cardin у Парижі. Номінантів було оголошено 4 січня 2015 року. Найбільшу кількість номінацій, сім, отримала стрічка Три спогади моєї юності Арно Деплешена.
Фільм Мустанг отримав 4 нагороди з 6 номінацій, зокрема як найкращий фільм та найкращий перший фільм.

## Список номінантів
| Найкращий фільм | Найкращий режисер |
| --- | --- |
| Мустанг / Mustang - Тепла пора року / La Belle Saison - Діпан / Dheepan - Горностай / L'Hermine - Маргарита / Marguerite - Три спогади моєї юності / Trois souvenirs de ma jeunesse | Арно Деплешен за Три спогади моєї юності / Trois souvenirs de ma jeunesse - Жак Одіар за Діпан / Dheepan - Катрін Корсіні за Тепла пора року / La Belle Saison - Філіпп Гаррель за У тіні жінок / L'Ombre des femmes - Ксав'є Джаннолі за Маргарита / Marguerite - Майвенн за Мій король / Mon roi                          |
| Найкращий актор | Найкраща акторка |
| Венсан Ліндон за ролі Т'єррі у Закон ринку та Жозефа у Щоденник покоївки - Жерар Депардьє за роль Жерара у Долина любові - Андре Дюссольє за роль Жана у 21 ніч з Патті - Фабріс Лукіні за роль Мішеля Расена у Горностай - Венсан Макень за роль Клемана у Друзі - Жеремі Реньє за роль Антареса Бонасьє у Ні на небесах, ні на землі | Катрін Фро за роль Маргарити Дюмон у Маргарита - Еммануель Берко за роль Тоні у Мій король - Клотильда Куро за роль Манон у У тіні жінок - Ізя Іжлен за роль Дельфін у Тепла пора року - Ізабель Юппер за роль Ізабель у Долина любові - Ельза Зільберштейн за роль Анни Гамон у Один плюс одна                             |
| Найперспективніший актор | Найперспективніша акторка |
| Род Парадо за Молода кров - Стані Коппет за Чисте життя - Кантен Дольмер за Три спогади моєї юності - Елбан Ленуар за Французька кров - Фелікс Моаті за О третій ми йдемо - Гармандіп Палміндер за Тигреня | Гюнеш Незіге Шенсой, Доґа Зейнеп Доґуслу, Еліт Іскан, Туґба Сунгуроглу та Ілайда Акдоґан за Мустанг - Голшифте Фарахані за Друзі - Сара Жиродо за Дурниці - Байя Медгаффар за Коли я відкриваю очі - Лу Руа-Леколліне за Три спогади моєї юності - Софі Вербек за О третій ми йдемо                                         |
| Приз Гайке Герст за найкращий дебютний фільм | Найкращий кіносценарій |
| Мустанг реж. Деніз Ґамзе Ерґювен - Тигреня реж. Сипрієн Віаль - Друзі реж. Луї Гаррель - Ні на небесах, ні на землі реж. Климент Кожітор - Чисте життя реж. Жеремі Банстер - У Венсана немає луски реж. Тома Сальвадор | Фатіма — Філіпп Фокон - Тепла пора року — Катрін Корсіні та Лоретта Полманс - Три спогади моєї юності — Арно Деплешен та Жулі Пейр - Мустанг — Деніз Ґамзе Ерґювен та Аліс Вінокур - Маргарита — Ксав'є Джаннолі - 21 ніч з Патті — Арно та Жан-Марі Лар'є                                                                  |
| Найкращий франкомовний фільм | Найкращий оператор |
| Сильно кохана реж. Набіль Аюш Марокко Франція - Коли я відкриваю очі реж. Лейла Бузід Туніс Бельгія Франція - Наступного року реж. Ваня Летюрк Бельгія Франція - Тераси реж. Мерзак Аллуаш Алжир Франція - Надновий заповіт реж. Жако Ван Дормель Бельгія Франція Люксембург - Марнославство реж. Лайонел Баєр Швейцарія Франція       | Девід Чізалле — Мустанг, Анархісти та Я солдат - Матіас Букар — Справа СК1 - Ірина Любчанськи — Три спогади моєї юності - Клер Матон — Останній удар молота, Мій король та Друзі - Арно Потьє — Ковбої - Сільван Верде — Ні на небесах, ні на землі                                                                         |
| Найкраща музика до фільму | Найкращий документальний фільм |
| Грегуар Етзель — Тепла пора року та Три спогади моєї юності - Бруно Куле — Щоденник покоївки - Воррен Елліс — Мустанг - Gesaffelstein — Меріленд - Беатріс Тір'є — Астрагал - Жан-Клод Ваньє — Мікроб і Бензин | Брунька з перламутру / Le Bouton de nacre; реж. Патриціо Гусман Зникле зображення / L'Image manquante; реж. Ріті Панх - Завтра / Demain; реж. Сиріл Діон та Мелані Лоран - Людина / Human; реж. Ян Артюс-Бертран - фр. Sud Eau Nord Déplacer; реж. Антуан Буте - Ми прийшли з миром / Nous venons en amis; реж. Юбер Саулер |
| Почесна премія | |
| Ізабель Юппер | |

## Фільми з найбільшою кількістю номінацій
Фільми, які отримали найбільшу кількість номінацій:
| Номінацій            | Фільм                      | Нагород |
| -------------------- | -------------------------- | ------- |
| 7                    | Три спогади моєї юності    | 2       |
| 6                    | Мустанг                    | 4       |
| 5                    | Тепла пора року            | 1       |
| 4                    | Маргарита                  | 1       |
| 4                    | Друзі                      | —       |
| 3                    | Мій король                 | —       |
| 3                    | Ні на небесах, ні на землі | —       |
| 2                    |                            |         |
| Діпан                | —                          |         |
| Горностай            | —                          |         |
| У тіні жінок         | —                          |         |
| 21 ніч з Патті       | —                          |         |
| Долина любові        | —                          |         |
| Щоденник покоївки    | 1                          |         |
| Чисте життя          | —                          |         |
| Коли я відкриваю очі | —                          |         |
| О третій ми йдемо    | —                          |         |
| Тигреня              | —                          |         |